# Карбонат стронция
Карбонат стронция, углекислый стронций — SrCO3, стронциевая соль угольной кислоты.

## Нахождение в природе
В природе встречается в виде минерала стронцианита, имеющего наряду с целестином промышленное значение.

## Физические и химические свойства
Бесцветные кристаллы, мало растворимые в воде (2⋅10−3г в 100 г H2O при 25 °C).
Имеются три модификации SrCO3: до 925 °C существует α-модификация с ромбической кристаллической решеткой типа арагонита (пространственная группа Pmcn), свыше 925 °C устойчива гексагональная β-модификация с кристаллической решеткой типа кальцита; наконец, при температуре более 1416 °C и давлении 2 МПа возникает γ-модификация кубической сингонии.
Реагирует с разбавленными соляной, азотной и уксусной кислотами с образованием соответствующих солей.
Под действием избытка углекислого газа и воды переходит в растворимый гидрокарбонат:
{\displaystyle {\mathsf {SrCO_{3}+CO_{2}+H_{2}O\rightarrow Sr(HCO_{3})_{2}}}}
Разлагается при нагревании свыше 1350 °C:
{\displaystyle {\mathsf {SrCO_{3}\rightarrow SrO+CO_{2}}}}

## Получение
- Прокаливание концентрата целестина с углем или коксом с последующим переводом полученного сульфида стронция с помощью диоксида углерода в карбонат стронция[2].
- Обработка хлорида стронция карбонатом аммония или взаимодействием углекислого газа с оксидом, гидроксидом или другими водорастворимыми солями стронция[3].

## Применение
Карбонат стронция является сырьем для производства многих химических соединений стронция различного назначения
Структура потребления соединений стронция по конечным областям использования
- для красного цвета 4 %
- стекло (цветные телевизоры, компьютеры, радары, различные дисплеи) — 68 %;
- светящиеся пигменты и краски (фосфора)- изготовление — 2 %
- пиротехника, сигналы — 14 %;
- ферритные керамические магниты — 9 %;
- пигменты — 2 %;
- электролитическое производство цинка — 2 %;
- другие — 3 %.

### Стекольная промышленность
Карбонат стронция при добавлении в стекло делает последнее стойким к радиации и действию рентгеновских лучей. Это свойство используют для выпуска электронно-лучевых трубок.

### Электротехника
Карбонат стронция применяют для производства высококачественных ферритов — керамических магнитов, необходимых в электротехнике для производства портативных электромоторов.